# 龍角寺
龍角寺（りゅうかくじ）は、千葉県印旛郡栄町龍角寺にある天台宗の寺院。天竺山寂光院と号し、本尊は薬師如来。
千葉県内最古の瓦葺き寺院であり、発掘調査の結果、7世紀にさかのぼる伽藍跡が検出されており、創建年代の古さという点では関東地方でも屈指の古寺。

## 歴史
『佐倉風土記』によれば、
和銅2年（709年）竜女が現れ、金の薬師如来像を祀ったのが創建と伝わり、天平2年（730年）釈命上人が諸堂宇を再興したとされる。翌天平3年（731年）国中が旱魃となった時、釈命上人は勅を奉じ法を説き雨を祈った。すると身の丈8尺ばかりの老人が進み出て、わたしは印旛沼にいる小龍ですが、深く上人の法沢に浴しております。どうしてわが身を惜しんだりいたしましょう。どうか、身を以って雨に換えさせてください。のち、わたしの死骸を目にするでしょうが、それは大龍に罰せられたのです、といって立ち去った。雨がすぐに降り出した。そして、7日後、3つに裂かれた龍の姿が目にはいった。大龍の許しを受けずに雨を降らせたため、小龍は3つに裂かれてしまったのである。その頭の部分はこの地に落ち、金字で経を写し一緒に堂下に埋め、龍角寺と改称したという。また、龍の腹が落ちた地の寺が龍腹寺（千葉県印西市竜腹寺）、尾が落ちた地の寺は龍尾寺（千葉県匝瑳市大寺）という名前になったという。
龍ケ崎市の地名の由来は諸説あるが、沼の主である龍が女に化けて現れ、雨を降らせ大雨が降り人々は助かったが、七日後、巨大な龍の体が三つに裂け、天から降ってきた。頭部・胴体・尾それぞれが落ちた場所にその後、当「龍角寺」(千葉県印旛郡栄町)、「竜腹寺」(千葉県印西市)、龍尾寺」(千葉県匝瑳市)が建てられたとされる。
『佐倉風土記』の伝える上記の草創伝承の当否とは別に、当地には古代から仏教寺院が存在したことは間違いない。発掘調査によって、南大門から入り、中門を抜け、左手に金堂、右手に塔、そしてその奥に講堂が配されるという、いわゆる「法起寺式伽藍配置」の遺構が検出され、創建瓦は周縁に三重園文のある単弁八葉蓮華文の山田寺式の系譜を持つ軒丸瓦である。関東でもいくつかの寺院跡で山田寺式の軒丸瓦が出土しているが、その中でも最も古い様式をもっており、おそらくその年代は7世紀後半でも古い段階に位置づけることができよう。
寺の南には、最後の前方後円墳といわれる浅間山古墳や、畿内の大王陵を凌駕する終末期最大の方墳龍角寺岩屋古墳などがあり、馬来田の上総大寺廃寺（千葉県木更津市）、武社の真行寺廃寺（同山武市）、上毛野の山王廃寺（群馬県前橋市）などとともに、国造制から律令制への移行段階に建立された印波国造の領域の初期寺院とされ、畿内以外では最古にあたる寺院と考えられている。
龍角寺岩屋古墳は典型的な畿内型の終末期古墳であり、畿内中枢との密接的な関係なしに理解できないという。方墳は用明天皇陵の春日向山古墳や、推古天皇陵である山田高塚古墳をはじめ、蘇我馬子の墓の可能性の高い石舞台古墳といったように、蘇我氏関係の墳墓に採用されていること、さらに規模においてはそれらを凌駕しており、蘇我氏がその造営に深く係っていたと推測される。そして龍角寺の創建瓦も蘇我一族の蘇我倉山田石川麻呂によって創建された山田寺式の瓦を採用していることから、龍角寺の造立者は龍角寺岩屋古墳の被葬者の系譜下にあり、蘇我氏系の氏族であったとする見解もある。
寺は中世には衰微していたらしく、承久2年（1220年）上総介平常秀が再建、文明年間（1469年-1486年）、永正年間（1504年-1520年）などに焼失を繰り返し、千葉勝胤が再興したという。
戦国時代には千葉氏の外護を受け、天正年間（1573年-1593年）には千葉邦胤が修造したと伝える。天正19年（1591年）には徳川家康より20石を与えられている。
度重なる火災により古い建物は残っておらず、金堂跡、仁王門跡、塔跡などにより、在りし日の姿をしのぶことができるのみとなっている。

## 境内

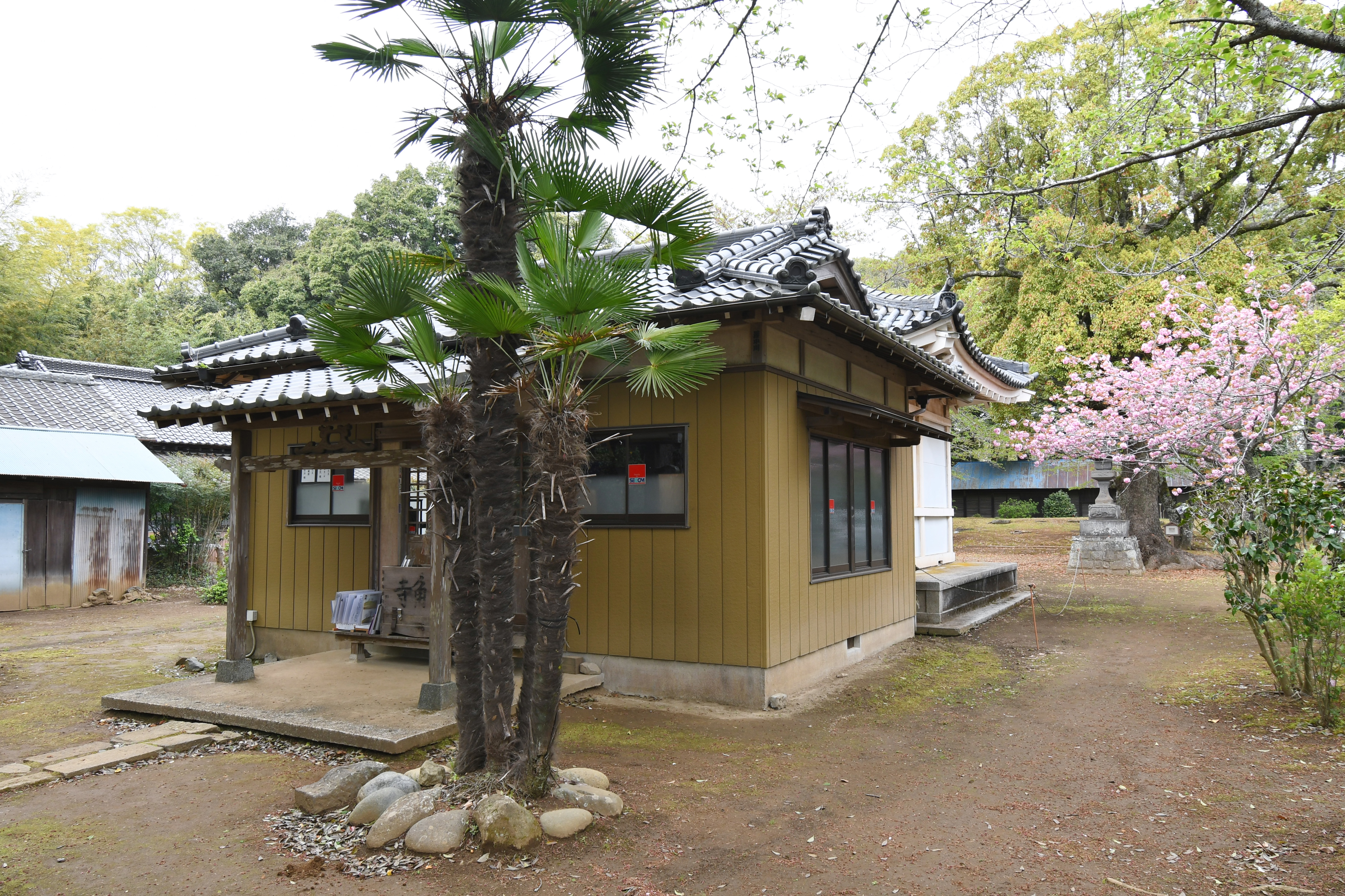
拝殿・本尊収蔵庫 右奥に金堂跡。
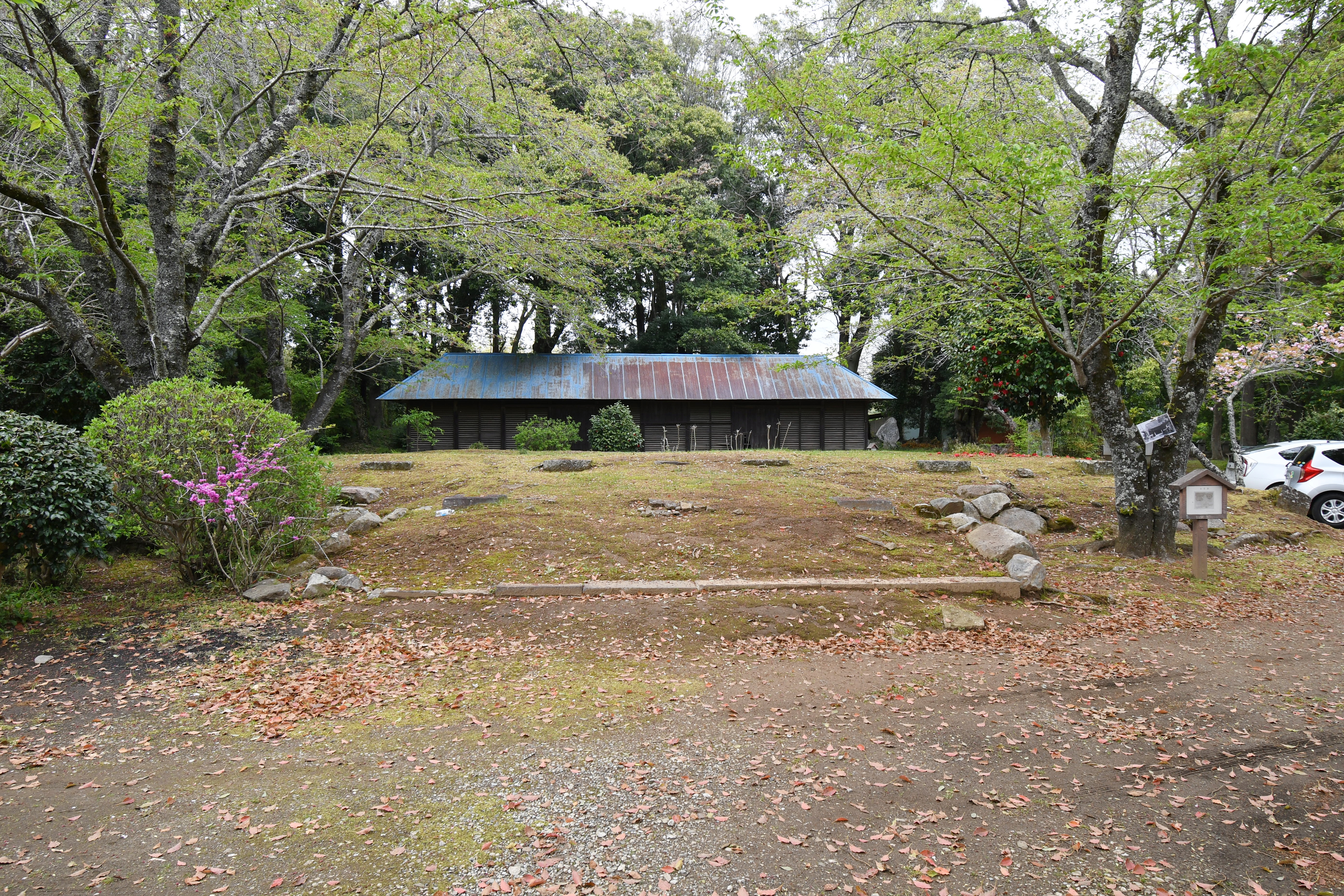
金堂跡
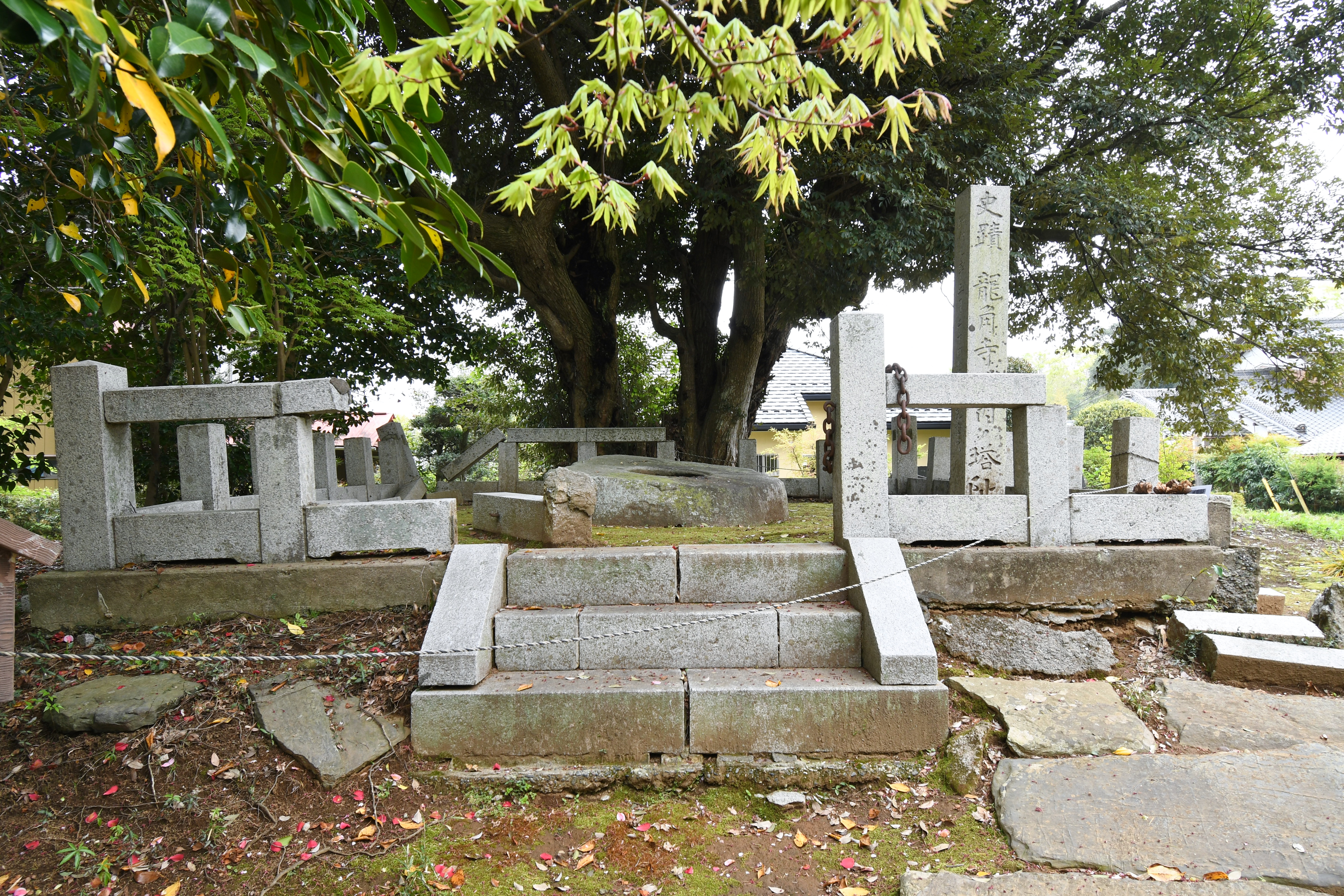
塔跡（国の史跡）
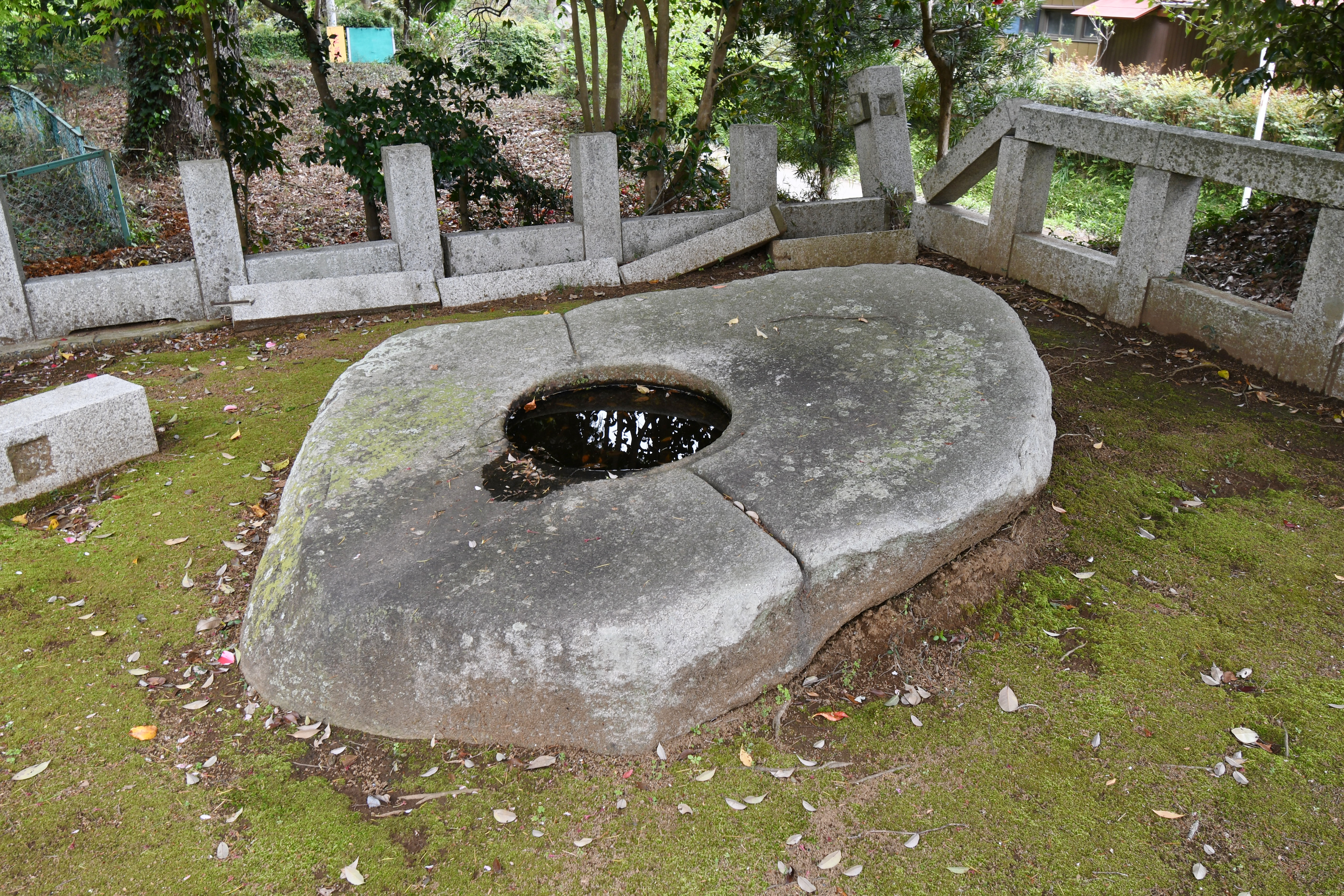
塔心礎
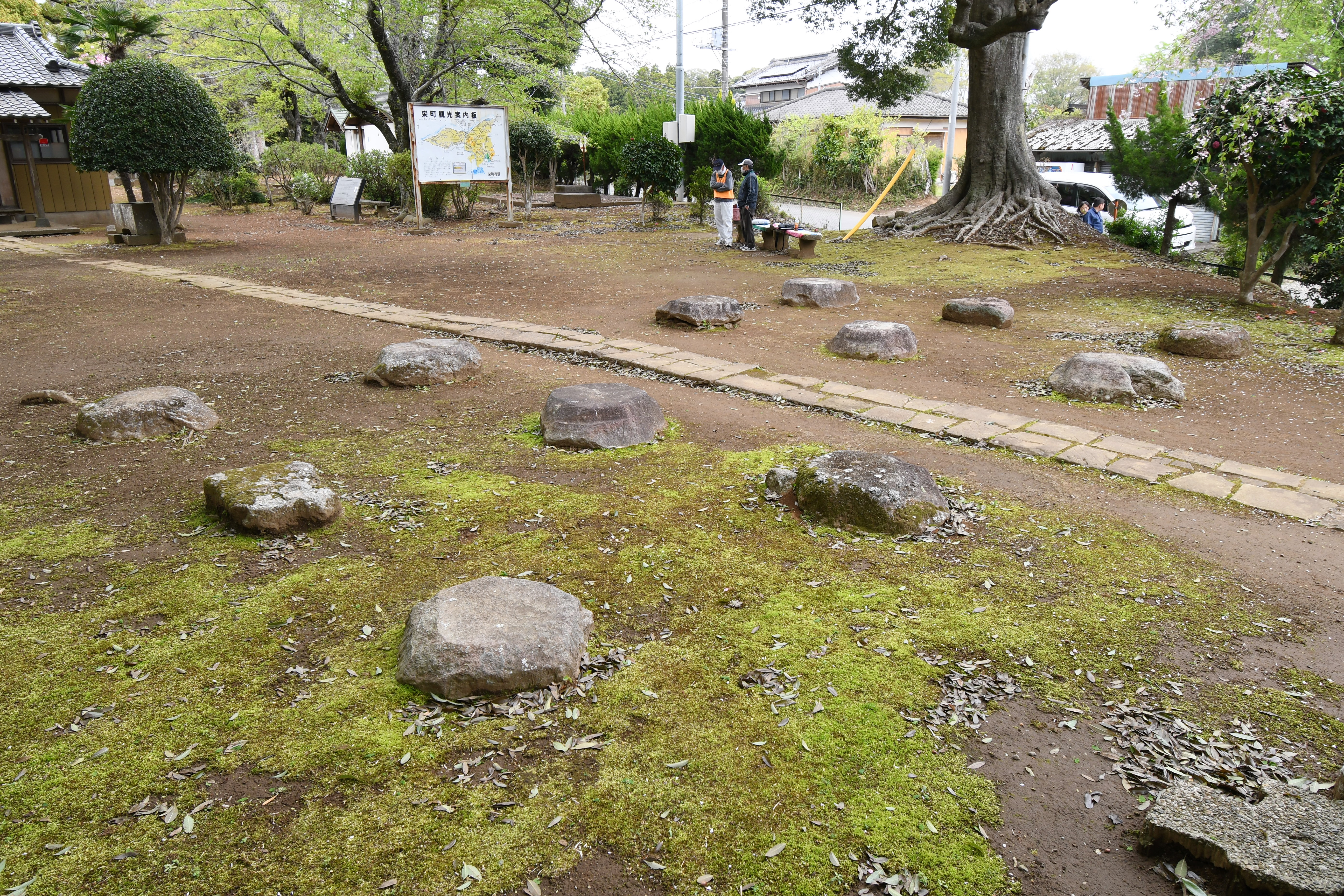
仁王門跡
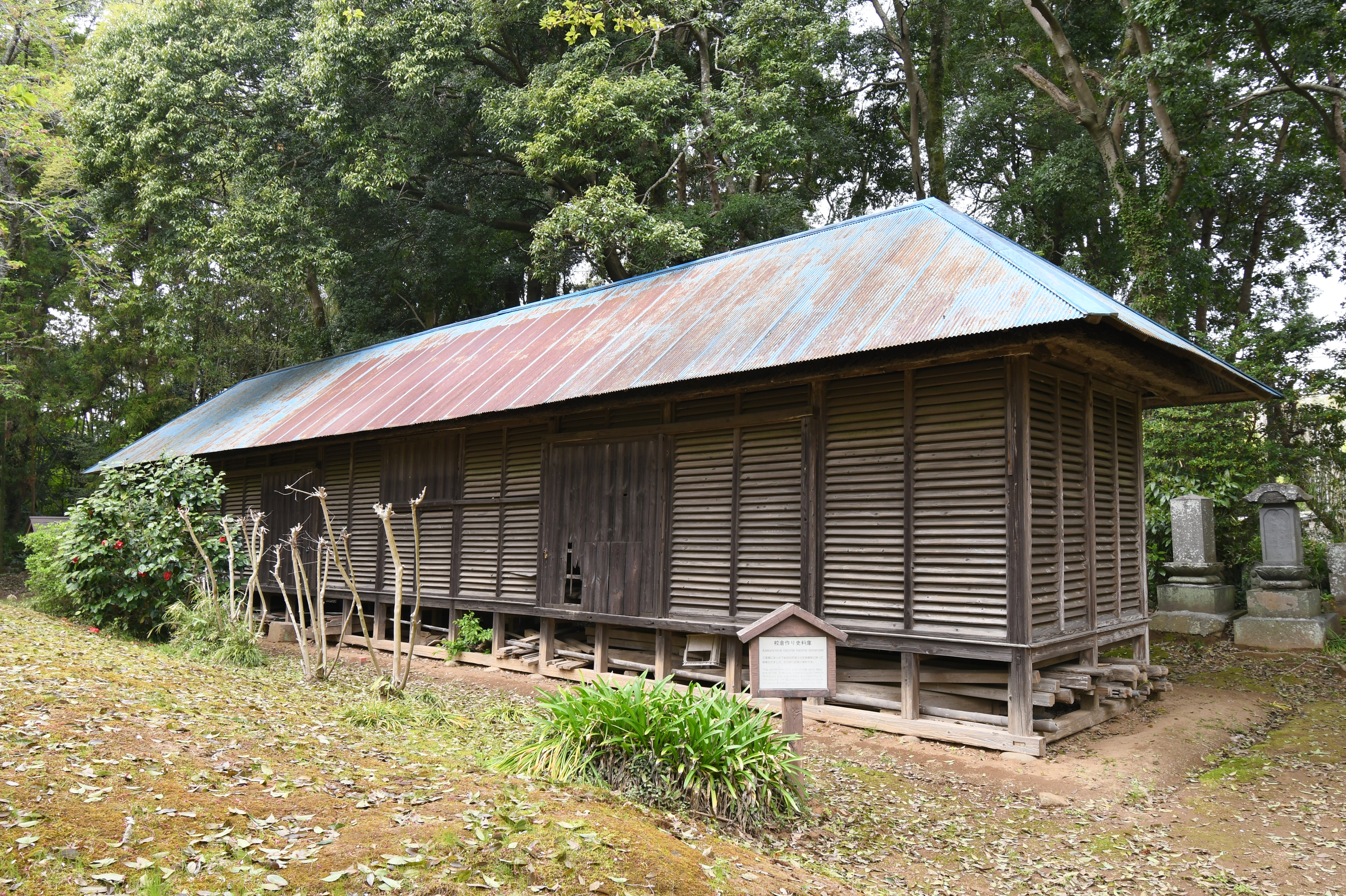
校倉作り資料庫
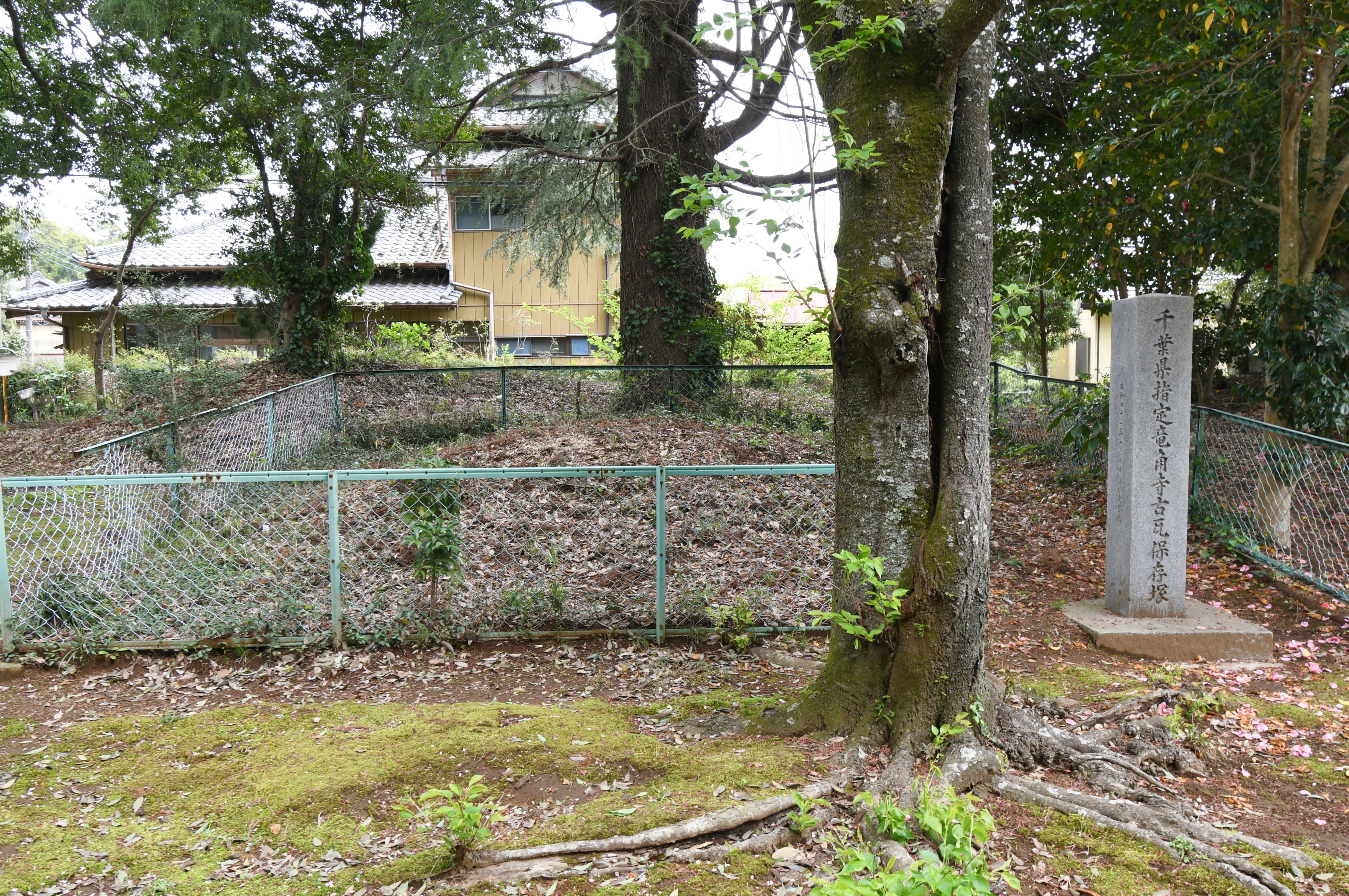
古瓦保存塚
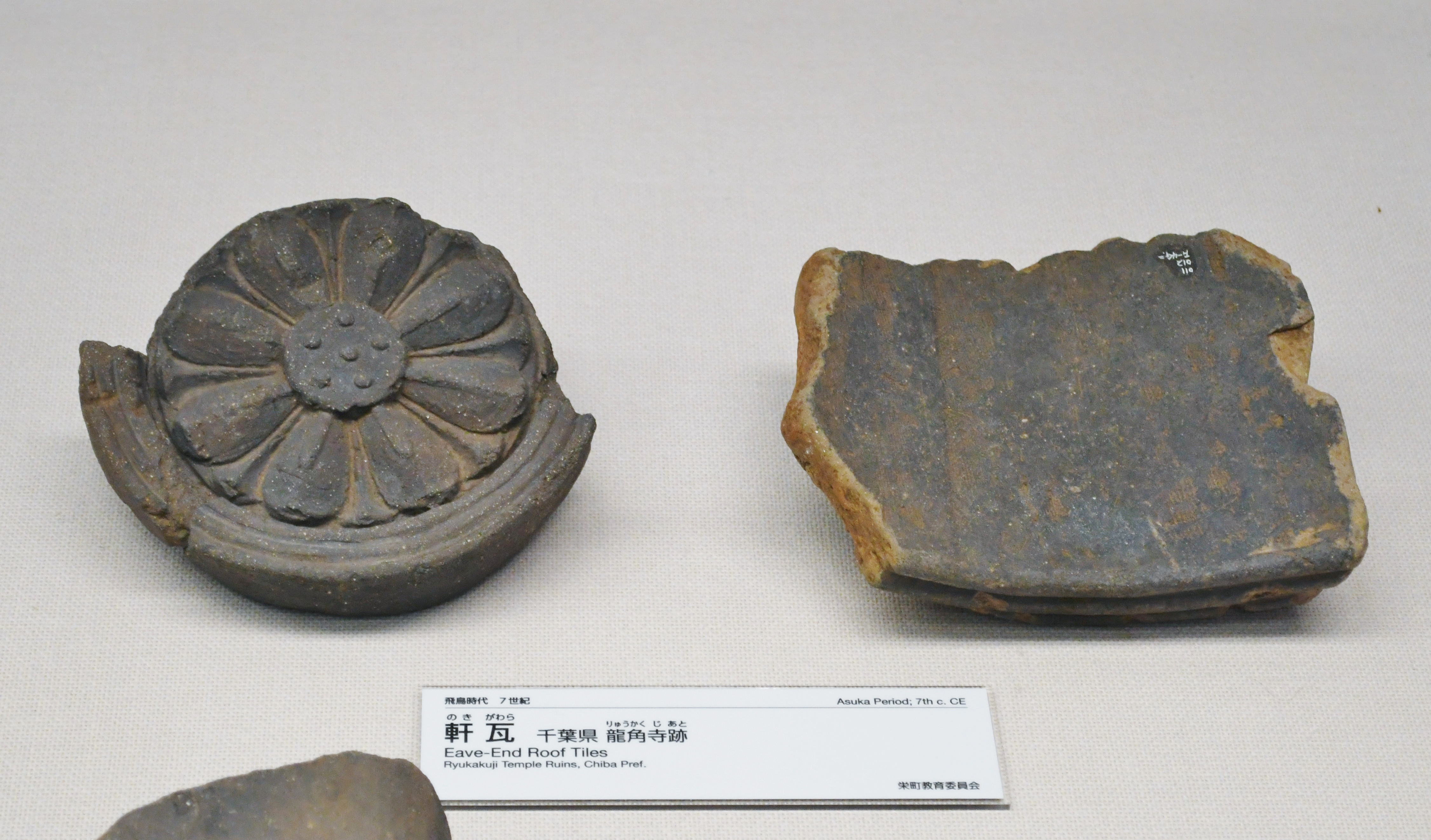
軒瓦 国立歴史民俗博物館展示。

## 文化財

### 重要文化財（国指定）

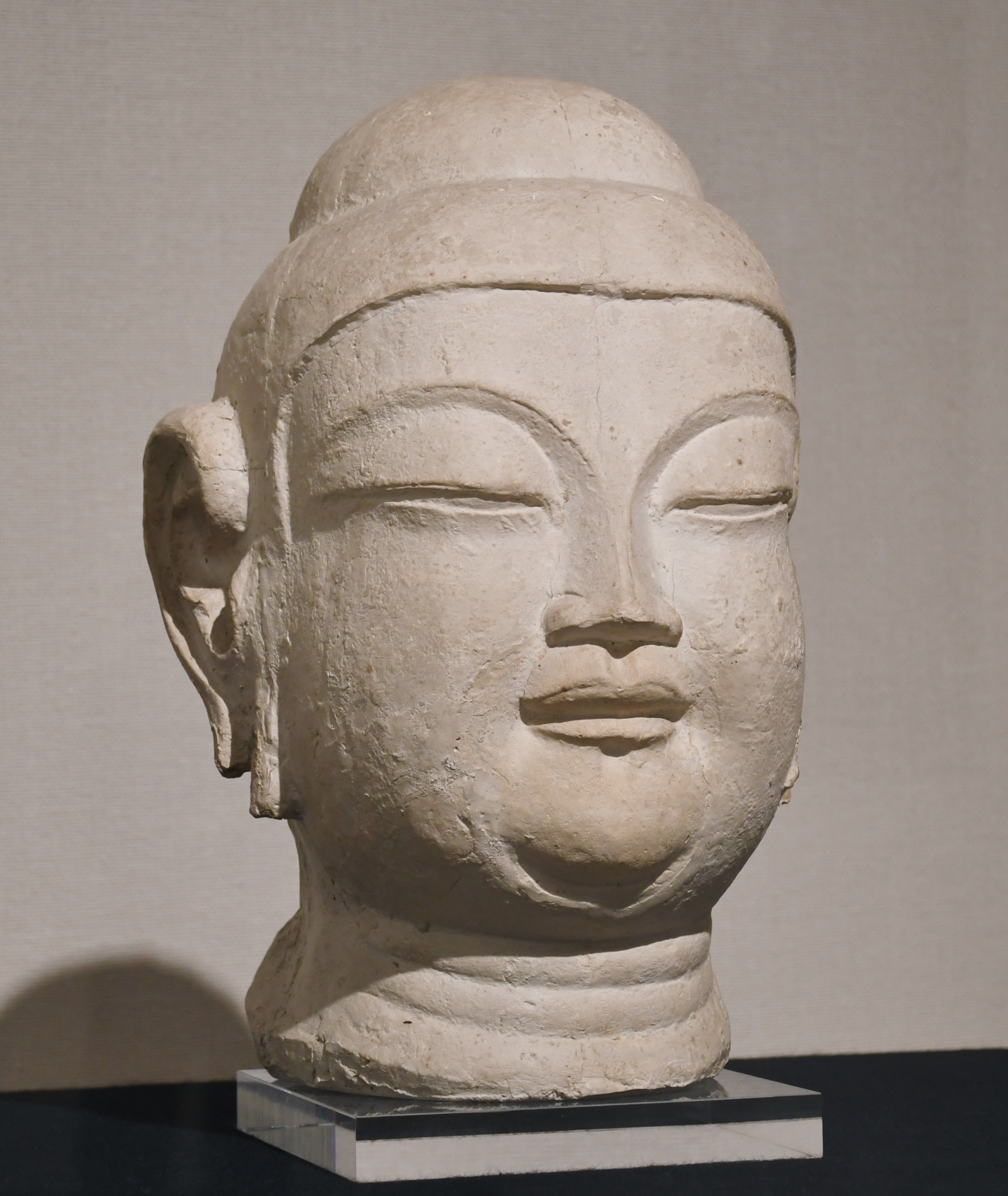
銅造薬師如来坐像
（頭部石膏型抜）原品は国の重要文化財。早稲田大学會津八一記念博物館展示。

- 銅造薬師如来坐像（彫刻） - 頭部のみ白鳳期の作。体部は元禄5年（1692年）の火災後の再鋳である。深大寺の銅造釈迦如来像とともに、関東地方に残る白鳳期の仏像の稀少な例として注目される。奉安殿と称される収蔵庫に収められており、拝観には栄町役場産業課への事前予約が必要。1933年（昭和8年）1月23日指定。

### 国の史跡
- 龍角寺境内ノ塔阯 - 花崗岩製の三重塔の心礎（塔の中心を通る柱の基礎）が遺存する。この心礎は「不増・不滅の石」といわれ、柱が立っていた穴に溜まった水は、大雨でも日照りでも増減しなかったと言い伝えられる。1933年（昭和8年）4月13日指定。

### 千葉県指定文化財
- 有形文化財
  - 龍角寺出土遺物（考古資料） - 1934年（昭和9年）の塔跡保存工事により発掘された。瓦は奈良時代前期のものといわれる。1965年（昭和40年）4月27日指定。

### その他
- 校倉作り資料庫 - 明治初期の建造で、当初、宮内庁下総御料牧場にあったが、空港建設に伴い境内に移築された。